# Marcus Aurelius Épagathus
Marcus Aurelius Épagathus, mort assassiné en 224 en Crète, est un affranchi de Caracalla. 
Selon Dion Cassius, en 218, Épagathus est au service de l'empereur Macrin, qui le charge de protéger son fils Diaduménien des armées d'Héliogabale. Cependant, il échoue ou trahi Macrin et le prince est exécuté. Au printemps 223, Épagathus  complote avec la garde prétorienne contre Ulpien, tuteur de l'empereur Sévère Alexandre. Celui-ci l'éloigne de Rome en le nommant préfet d'Égypte et le fait assassiner en Crète l'année suivante. 

## Éléments biographiques
Après la défaite de Macrin contre les troupes d'Héliogabale à Antioche, le 8 juin 218, l'empereur déchu demande Épagathus, favori affranchi de Caracalla qui était, selon Dion Cassius, « égal de l’empereur en pouvoir et en injustice ». Macrin le charge de conduire Diaduménien, son fils de dix ans, auprès d'Artaban IV, roi de Parthie, avec qui il avait signé un traité de paix ruineux. Cependant, Diaduménien est décapité à Zeugma et une éventuelle trahison d'Épagathus se pose.
Dion dit qu'Épagathus complote avec la garde prétorienne contre Ulpien, tuteur de l'empereur Sévère Alexandre, qui l'avait nommé à la tête du collège des préfets du prétoire. Après l'assassinat d'Ulpien en 223, Alexandre le nomme préfet d'Égypte, prétendument pour le remercier, avant de le faire arrêter à Alexandrie puis assassiner en Crète. Un {\displaystyle {\mathfrak {P}}} Oxy. 2565 (29) atteste de sa préfecture (« M. Aurelium Epagathum pr(a)ef(ectum) Aeg(ypti) ») à la fin de mai ou au début de juin 224. Il est remplacé par Tiberius Claudius Herennianus : « au moment où il va être déporté en Crète, on fait appel, discrètement, à un iuridicus qui se trouve à Alexandrie, au lieu d'envoyer de Rome un préfet en Égypte, ce qui risquait d'éveiller l'attention des amis romains du meurtrier ».